# Montecristi
Montecristi és una ciutat equatoriana, capital cantonal del Cantó Montecristi, així com la cinquena urbs més gran i poblada de la província de Manabí. Es localitza al centre de la regió litoral de l'Equador, a la falda del turó homònim, a una altitud de 600 msnm i amb un clima sec tropical de 25 °C de mitjana.
És anomenada "Cuna de Alfaro" (Bressol d'Alfaro) perquè en aquesta població, el 25 de juny de 1842, va néixer Eloy Alfaro, el cabdill que va iniciar i va consolidar la revolució liberal de l'Equador.
En el cens de 2010 tenia 46.312 habitants, el que la converteix en la vint-i-vuitena ciutat més poblada del país.
Els seus orígens daten del segle xviii, però és a mitjan segle xx, per la seva ubicació geogràfica, quan presenta un accelerat creixement demogràfic fins a establir un significatiu poblat urbà, que esdevindria, posteriorment, un dels principals nuclis urbans de la província. És un dels centres administratius, econòmics, financers i comercials més importants de Manabí. Les activitats principals de la ciutat són el comerç, la transport i el turisme.